# ラウディオ/リョディオ
ラウディオ（バスク語: Laudio）またはリョディオ（スペイン語: Llodio）は、スペイン・バスク州アラバ県のムニシピオ（基礎自治体）。コマルカ（郡）としてはクアドリージャ・デ・アジャラの構成自治体のひとつである。両言語名が優劣の差なく公式名であり、スペイン内務省などは二言語の名称をスラッシュ記号でつなげたLaudio/Llodio（ラウディオ/リョディオ）という名称を用いている。

## 地理

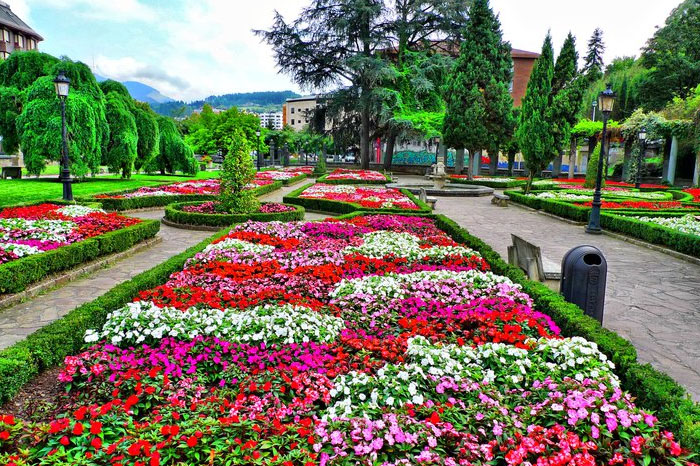
ラムーサ広場

アラバ県の大部分は地中海に注ぐエブロ川支流の流域にあるが、ラウディオ/リョディオは大西洋に注ぐネルビオン川の河岸にある。アラバ県の県都ビトリア＝ガステイスからは北西に50km、ビスカヤ県の県都ビルバオからは南に20kmの距離であり、ビルバオ都市圏には含まれないが、ビルバオの衛星都市であるとされる。2013年の人口は18,510人であり、人口の点ではビトリア＝ガステイスに次いでアラバ県第2の都市である。ビルバオの工業発展にともなって急速に人口が増加し、アラバ県の中でも重要な工業都市となった。最低地点は標高130m、最高地点は標高782m。自治体内にはガストロノミー（美食）に関する博物館がある。近隣の自治体にはアムリオがあり、アムリオもラウディオ/リョディオと同じくビルバオの衛星都市である。

## 政治

### 首長
| 任期      | 首長名                                      | 政党           |
| --------- | ------------------------------------------- | -------------- |
| 1979–1983 | Pablo Gorostiaga                            | グレ・アウケラ |
| 1983–1987 | フアン・ホセ・イバレチェ                    | PNV            |
| 1987–1991 | Pablo Gorostiaga                            | HB             |
| 1991–1995 | Antonio Aiz Salazar                         | PNV            |
| 1995–1999 | Antonio Aiz Salazar María del Yermo Urquijo | PNV            |
| 1999–2003 | Pablo Gorostiaga                            | EH             |
| 2003–2007 | Jon Karla Menoio                            | PNV            |
| 2007–2011 | Jon Karla Menoio                            | PNV            |
| 2011–2015 | Natxo Urkixo Orueta                         | ビルドゥ       |
| 2015–2019 | Natxo Urkixo Orueta                         | EHビルドゥ     |
| 2019–2023 | n/d                                         | n/d            |
| 2023–     | n/d                                         | n/d            |

### 議会
ラウディオ/リョディオの2004年総選挙における政党別得票率は、バスク民族主義党(PNV/EAJ)が37.9%、バスク社会党(PSOE-EE)が27.8%、国民党(PP)が18.6%、エスケル・バトゥア(EB-IU)が6.9%、バスク連帯(EA)が4.8%、アララール-スティが2.0%だった。
2011年の自治体選挙では、ビルドゥが6議席、バスク民族主義党(PNV-EAJ)が6議席、バスク社会党(PSOE-EE)が2議席、国民党(PP)が2議席、地元会派のオムニアが1議席となった。2011年に結党されたばかりのビルドゥのナチョ・ウルキソ・オルエタが市長に就任した。
| 政党                                               | 2015   | 2015 | 2011   | 2011 | 2007   | 2007 | 2003   | 2003 | 1999   | 1999 | 1995   | 1995 |
| 政党                                               | 得票率 | 議席 | 得票率 | 議席 | 得票率 | 議席 | 得票率 | 議席 | 得票率 | 議席 | 得票率 | 議席 |
| エウスカル・エリア・ビルドゥ (EH Bildu) / ビルドゥ | 31.43% | 5    | 31.94% | 6    | -      | -    | -      | -    | -      | -    | -      | -    |
| バスク民族主義党 (EAJ-PNV)                         | 26.46% | 5    | 28.79% | 6    | 35.72% | 7    | -      | -    | -      | -    | 28.76% | 7    |
| オムニア                                           | 21.54% | 4    | 9.12%  | 1    | -      | -    | -      | -    | -      | -    | -      | -    |
| バスク社会党 (PSE-EE)                              | 11.94% | 2    | 11.85% | 2    | 17.35% | 3    | 18.08% | 3    | 14.95% | 3    | 15.86% | 4    |
| 国民党 (PP)                                        | 6.27%  | 1    | 10.82% | 2    | 12.38% | 2    | 18.81% | 3    | 17.41% | 3    | 11.88% | 2    |
| アララール                                         | -      | -    | 3.03%  | 0    | -      | -    | -      | -    | -      | -    | -      | -    |
| バスク統一左翼 (EB-B)                              | -      | -    | 2.17%  | 0    | 4.91%  | 0    | 5.99%  | 1    | 3.32%  | 0    | 5.34%  | 1    |
| ポル・ウン・ムンド・マス・フスト (PUM+J)           | -      | -    | 0.29%  | 0    | -      | -    | -      | -    | -      | -    | -      | -    |
| バスク民族主義行動 (EAE-ANV)                       | -      | -    | -      | -    | 24.18% | 5    | -      | -    | -      | -    | -      | -    |
| バスク連帯 (EA)                                    | -      | -    | -      | -    | 3.67%  | 0    | -      | -    | -      | -    | 7.93%  | 1    |
| アラベサ連帯 (UA)                                  | -      | -    | -      | -    | -      | -    | 2.43%  | 0    | 2.25%  | 0    | 2.53%  | 0    |
| バスク市民 (EH)                                    | -      | -    | -      | -    | -      | -    | -      | -    | 31.47% | 6    | -      | -    |
| バスク民族主義党 /バスク連帯 (PNV/EA)              | -      | -    | -      | -    | -      | -    | 51.59% | 10   | 29.04% | 5    | -      | -    |
| エリ・バタスナ (HB)                                | -      | -    | -      | -    | -      | -    | -      | -    | -      | -    | 26.37% | 6    |

## 鉄道
セルカニアス・ビルバオのリョディオ駅でビルバオと結ばれている。ビルバオとガリシア州ビーゴを結ぶアルコはリョディオ駅、ブルゴス、レオンなどを経由し、ビルバオとカスティーリャ・イ・レオン州サラマンカを結ぶディウルノはリョディオ駅、ブルゴス、バリャドリッドなどを経由する。

## スポーツ
ラウディオ/リョディオには陸上競技クラブのアスレティスモ・デ・ラウディオがあり、エスタディオ・エジャクリというスタジアムを所有している。1949年には自転車ロードレースのグラン・プレミオ・デ・リョディオ（ワンデーレース）が初開催され、2005年以降はUCIコンチネンタルサーキットに組み込まれている。1985年にはリョディオ盆地国際クロスカントリー大会が創設され、毎年11月末に開催されている。CDラウディオというサッカークラブがあり、セグンダ・ディビシオンB（3部）などに所属している。

## 出身人物
- フアン・イバロラ – 軍人。治安警備隊司令官。
- フアン・ホセ・イバレチェ – 政治家。バスク自治州政府レンダカリ（1999年-2009年）。
- シルビア・マンリケ – 女子フィールドホッケー選手。バルセロナ五輪金メダル。
- ホン・ウンサガ – 自転車競技選手。ブエルタ区間1勝。
- ホアナ・アランス – サッカー選手。

## 姉妹都市
- 西サハラ ブーカラー